# آرماندو میلیاری
آرماندو میلیاری (ایتالیایی: Armando Migliari؛ ‏ ۲۹ آوریل ۱۸۸۹ – ۱۵ ژوئن ۱۹۷۶) بازیگر اهل ایتالیا بود.
از فیلم‌هایی که وی در آن نقش داشته‌است، می‌توان به آخرین رقص، سرنوشت، مادالنا، نمره اخلاق صفر، چهار قدم در ابرها، بچه‌ها نگاهمان می‌کنند، زنجیرهای ناپیدا و حمل و نقل اشاره کرد.